# Angiola Teresa Moratori Scanabecchi
Angiola Teresa Moratori Scanabecchi, née en 1662 à Bologne et morte le 19 avril 1708 à Bologne, est une compositrice et peintre italienne.

## Biographie
Angiola Moratori naît en 1662 à Bologne. Elle est la fille d'un médecin bolognais. Mariée à Tomaso Scanabecchi Monetta, elle étudie la musique, le chant et la peinture, et compose des oratorios dont les partitions sont aujourd'hui perdues. Ses peintures sont exposées dans des églises, Santo Stefano à Bologne, San Giovanni in Monte à Bologne, Madonna di Galliera à Bologne et San Domenico à Ferrare.
Scanabecchi meurt le 19 avril 1708 à Bologne. Elle est enterrée à Madonna di Galliera sous sa peinture de San Tommaso,.

## Œuvres
Sélection d'œuvres musicales, chacune avec un livret de Giancomo Antonio Bergamori :
- Il martirio di Santo Colomba (1689)
- Li giochi di Sansone (1694)
- L'Esterre (1695)
- Cristo morto (1696)